# Layli (lurisk docka)

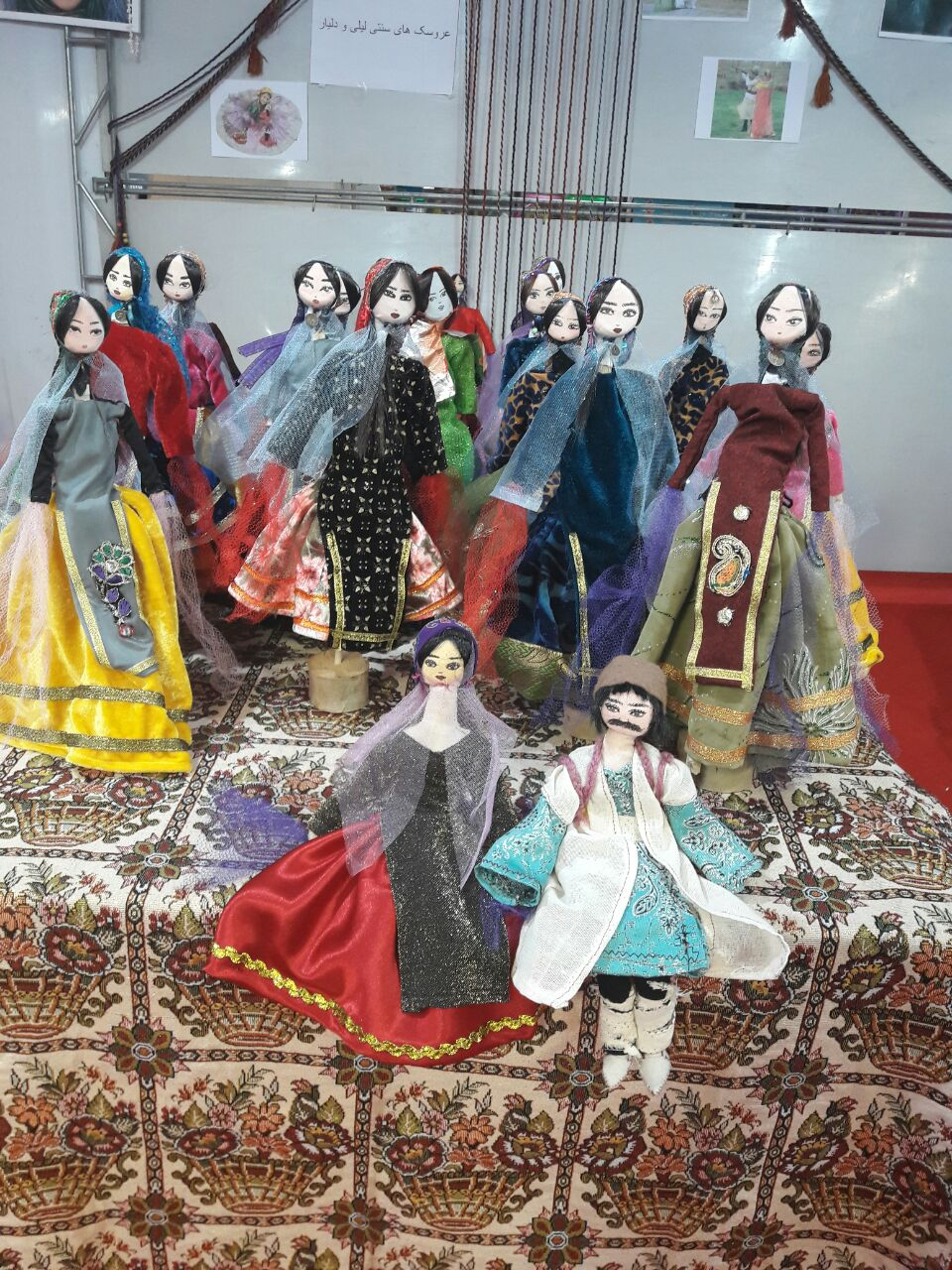

Layli eller Leyli (luriska = Layli,لَیلی), även Bahig eller Bavig, är en gångjärnsdansdocka, som är populär bland det luriska folket i Iran.

## Etymologi
Namnet Layli kommer från Mellanösterns folklore och kärlekshistoria, Layla och Majnun. Layli är symbolen för den älskade som är andligt vacker. Namnet Bavig (Bahig) på luriska betyder brud. Ordet hänvisar till denna marionettkaraktärs femininitet, ungdom och vitalitet.

## Struktur och funktion
Barn kan få dockan att dansa genom att dra i en tråd som är knuten till händerna. Strukturen hos den här gångjärnsdockan är enkel och anmärkningsvärd. Naturmaterial används utom för utsmyckningar som paljetter, glaspärlor och färgstarka band. Dockor och masker gör det möjligt för människor att säga saker som är omöjliga i den verkliga situationen; till exempel i Qajar-eran i Iran kritiserade folk Ahmad-Shahs regering och politiska tillstånd via dockan utan någon fara för straff. Leyli representerar och upprätthåller också en kulturtradition, som gradvis försvinner i stadslivet. När människor flyttat från byar till städer för att förbättra sin levnadsstandard började kvinnorna gradvis bära chador och manto (iranska offentligt kläder) som allmänna ytterkläder, med ett begränsat antal färger. Detta har lett till likformighet bland de nykomlingar i staden som ursprungligen kommer från olika stammar. Layli är förknippad med den traditionella klädseln hos luriska kvinnor för inte så länge sedan.